# Teddy Dunn
Teddy Dunn (Torquay, Victoria, Ausztrália, 1981. november 30. –) amerikai színész. A teljes neve Edward Wilkes Dunn, legjobban Duncan Kane szerepéről ismert, a Veronica Mars című sorozatban csak az első két évadban játszott.

## Karrierje
2004-ben feltűnt A mandzsúriai jelölt remake-jében. Ugyanebben az évben vendégszerepelt a Szívek szállodájában. 2006-ban A Grace klinika című sorozatban is feltűnt.
A Northwestern University-n színészetet és politológiát tanult. Dunn szeret különböző sportokat játszani és elkötelezett rajongója a Major League Baseball-nak.
Járt Andoverben a Phillips Akadémiára is, ami egy gimnáziumi előkészítő. 1999-ben érettségizett. Itt kezdett el színpadon játszani. Olyan darabokban szerepelt, mint Edward Albee The Zoo Story című darabja (Jerry-t játszotta), valamint Alceste-t alakította Molière a The Misanthrope című darabjában, amit Kevin Heelan rendezett.
Teddy Észak-Kaliforniában, Durhamben nött fel, ahol olyan művészek vonták be munkájukba, mint Mary Guiteras és Jeni Smith színészek, valamint Bobby Curnow forgatókönyvíró és Daniel Raimi and Nick Rowe zenészek.
Teddy és Percy Daggs III (Veronica Mars) jóbarátok, emellett szobatársak is.

### Teddy jelentősebb filmjei, sorozatai
- 2006 - A Grace klinika - Grey’s anatomy … Heath Mercer (1 rész: Band-Aid Covers the Bullet Hole)
- 2005 - Tinipaparazzók - Campus Confidential … Brandon
- 2004 - 2007 - Veronica Mars sorozat … Duncan Kane
- 2004 - A mandzsuriai jelölt - The Manchurian Candidate … Wilson
- 2008 - Jumper … Mark (elkészülőben)
- 2008 - Say Hello to Stan Talmadge … Bret
- 2008 - Kill Theory … Brent

## Fordítás
- Ez a szócikk részben vagy egészben  a   Teddy Dunn című angol Wikipédia-szócikk fordításán alapul.  Az eredeti cikk szerkesztőit annak laptörténete sorolja fel. Ez a jelzés csupán a megfogalmazás eredetét és a szerzői jogokat jelzi, nem szolgál a cikkben szereplő információk forrásmegjelöléseként.